# Júlia (filha de Júlio César)
Júlia ou Iulia (83 a.C. — 54 a.C.) foi filha do cônsul e ditador romano Júlio César e da sua primeira esposa, Cornélia.

## Biografia
Júlia foi inicialmente prometida como esposa a Servílio Cepião, mas quando seu pai estabeleceu uma aliança com Pompeu, a jovem casou com este  para selar a aliança política que estabeleceu o primeiro triunvirato. Servílio Cepião ficou noivo de uma filha de Pompeu, que também estava prometida a outro, a Fausto, filho de Sula. Segundo alguns historiadores modernos, este Servílio Cepião, citado por Plutarco, era Quinto Servílio Cepião Bruto, ou Bruto, o mais famoso assassino de César. William Smith, porém, considera-o um personagem distinto.
O casamento com Pompeu ocorreu em abril de 59 a.C., quando Júlia tinha pouco mais de 20 anos e Pompeu perto de 50. Júlia tornou-se a quarta esposa de Pompeu, que já tinha vários filhos adolescentes. Embora se tivesse tratado de um casamento arranjado, a união resultou venturosa, pois entre ambos nasceu o amor. Segundo Plutarco, Pompeo teria mesmo descurado os seus deveres por causa da sua esposa.
Na eleição dos Edis de 55 a.C., Pompeu viu-se envolvido em um tumulto, no Campo de Marte, ficando sua toga manchada de sangue (de outra pessoa). Um de seus escravos foi buscar uma toga limpa, em sua casa, e Júlia, que estava grávida, ao ver a toga ensanguentada do marido, julgando que ele estivesse morto, provocou um aborto, que teria abalado, irreversivelmente, seu organismo.
Júlia faleceu no ano seguinte, quando dava à luz uma filha (ou filho, segundo outras fontes ), que faleceu, por sua vez, poucos dias depois do nascimento. A morte de Júlia foi uma catástrofe para o seu marido, para o seu pai, e até mesmo para Roma; em pouco tempo a aliança entre Pompeio e César desfez-se e entrou-se na guerra civil.
Júlia foi sepultada no Campo de Marte, tendo o seu pai ordenado um banquete e espectáculos de gladiadores em sua honra, um feito raro para uma mulher da Roma Antiga.